# لیا دروکر
لیا دروکر (فرانسوی: Léa Drucker‎؛ زادهٔ ۲۳ ژانویهٔ ۱۹۷۲) بازیگر اهل فرانسه است.
از فیلم‌ها یا برنامه‌های تلویزیونی که وی در آن نقش داشته‌است می‌توان به نارکو، سیپرین، و حفظ گارد اشاره کرد.
وی همچنین برندهٔ جوایزی همچون جایزه سزار بهترین بازیگر نقش اول زن شده‌است.